# Копейчана
Копейчана (укр. Копійчана) — посёлок в Каменском районе Черкасской области Украины.
Население по переписи 2001 года составляло 61 человек. Почтовый индекс — 20840. Телефонный код — 4732.
В посёлке родился Герой Советского Союза Сергей Мирошниченко.

## Местный совет
20840, Черкасская обл., Каменский р-н, с. Лебедевка, ул. Центральная, 2